# Professor Layton and the Eternal Diva
Professor Layton and the Eternal Diva (яп. 映画　レイトン教授と永遠の歌姫 Рэйтон кё:дзю то эйэн но утахимэ) — полнометражный анимационный фильм, выпущенный студиями P.A. Works и OLM, Inc. в 2009 году. Фильм представляет собой аниме-адаптацию серии игр-головоломок о профессоре Лейтоне. Ради этого фильма создатель всех трёх игр серии, Акихиро Хино написал целиком новый сценарий.

## Сюжет
Сюжет повествует о приключениях выдающегося детектива профессора Лейтона, известного своей любовью к загадкам. Однажды его бывшая студентка приглашает профессора и его помощника Люка в оперу. Там Лейтон обнаруживает, что большая часть посетителей пришли в поисках вечной жизни. Однако чтобы получить бессмертие, посетители должны сразиться друг с другом в игре по разгадыванию загадок. Победителю обещано бессмертие, проигравших ждет смерть.

## Персонажи
- Профессор Лейтон — главный персонаж. Профессор археологии и известный детектив. Сэйю: Ё Оидзуму.
- Люк Трайтон — помощник Лейтона. Сэйю: Маки Хорикита.

## Критика
С точки зрения рецензента Anime News Network, в данном аниме знакомство с оригинальными играми обязательным не является. Зрителю достаточно лишь знать, что головоломки являются важной частью игры и понимать, что то же самое будет и в аниме-адаптации. Обозреватель IGN UK оценил фильм в 3,5 звезды из 5, похвалив сюжет, анимацию и использование головоломок, но раскритиковав его за «чрезмерное увлечение компьютерной графикой».